# Telefem
Telefem används vid överföring av meddelande för säker och entydig kommunikation. Används vid sändande av ett meddelande, via telefon, radio, SMS, e-post eller liknande. 
Vid förmedling av telefem dikterar avsändaren ett tidigare nedskrivet meddelande; mottagaren nedskriver detsamma och repeterar meddelandet. Avsändare, mottagare, uppgift om var de är, dag, datum och klockslag noteras ihop med meddelandet. Därigenom får meddelandet samma giltighet som ett skrivet meddelande. 
Telefem lämpar sig särskilt väl vid åtgärder i driftsammanhang i komplicerade anläggningar som innehåller littera beteckningar etc där kraven är stora på exakt överensstämmelse i meddelanden mellan två parter.